# Derobrachus longicornis
Derobrachus longicornis es una especie de escarabajo longicornio del género Derobrachus, tribu Prionini, subfamilia Prioninae. Fue descrita científicamente por Bates en 1872.

## Descripción
Mide 33,8-68,9 milímetros de longitud.

## Distribución
Se distribuye por Colombia, Costa Rica, El Salvador, Ecuador, Guatemala, Honduras, México, Nicaragua y Panamá.